# モーターボート
| 左は高級モーターボート。高級木材のプランキングによって船体が造られていて、木目が美しいモーターボートは、非常に高価で、富裕層が楽しむ。 |  | 右の白いモーターボートはFRP製で大量生産で比較的安価なモーターボート（ポーランド製） |
| 左は高級モーターボート。高級木材のプランキングによって船体が造られていて、木目が美しいモーターボートは、非常に高価で、富裕層が楽しむ。 |  | 右の白いモーターボートはFRP製で大量生産で比較的安価なモーターボート（ポーランド製） |

モーターボート（英: motorboat）とは、内燃機関で推進するボートのこと。内燃機船との区別は明瞭ではないが、一般には機船と比較して、より軽量、小型で、高速性を有するものを指している。

## 種類
モーターボートはさまざまな分類法があるが、
ひとつには船型によって 排水型 / 半排水型 / 滑走型に分類する方法がある。
用途にもとづいて分類する方法としては、実用艇 / 快遊艇　と大別し、
前者の実用艇をさらに用途で細分化して、たとえば救命艇 / 巡視艇 / 魚雷艇などに分類したり、
後者の快遊艇をさらに細分化して、モーターヨット（＝高級なモーターボート）/ クルーザー / レーサーなどに分ける方法などがある。
- モーターヨット
- クルーザー
  - エクスプレスクルーザー
  - キャビンクルーザー
- トローラー
- ワークボート
- スポーツフィッシングボート
- フィッシングボート
- パフォーマンスボート
- トウボート
- スポーツボート（ランナバウト (ボート)）
- インフレータブルボート
- トレーラブルボート
- パワーボート

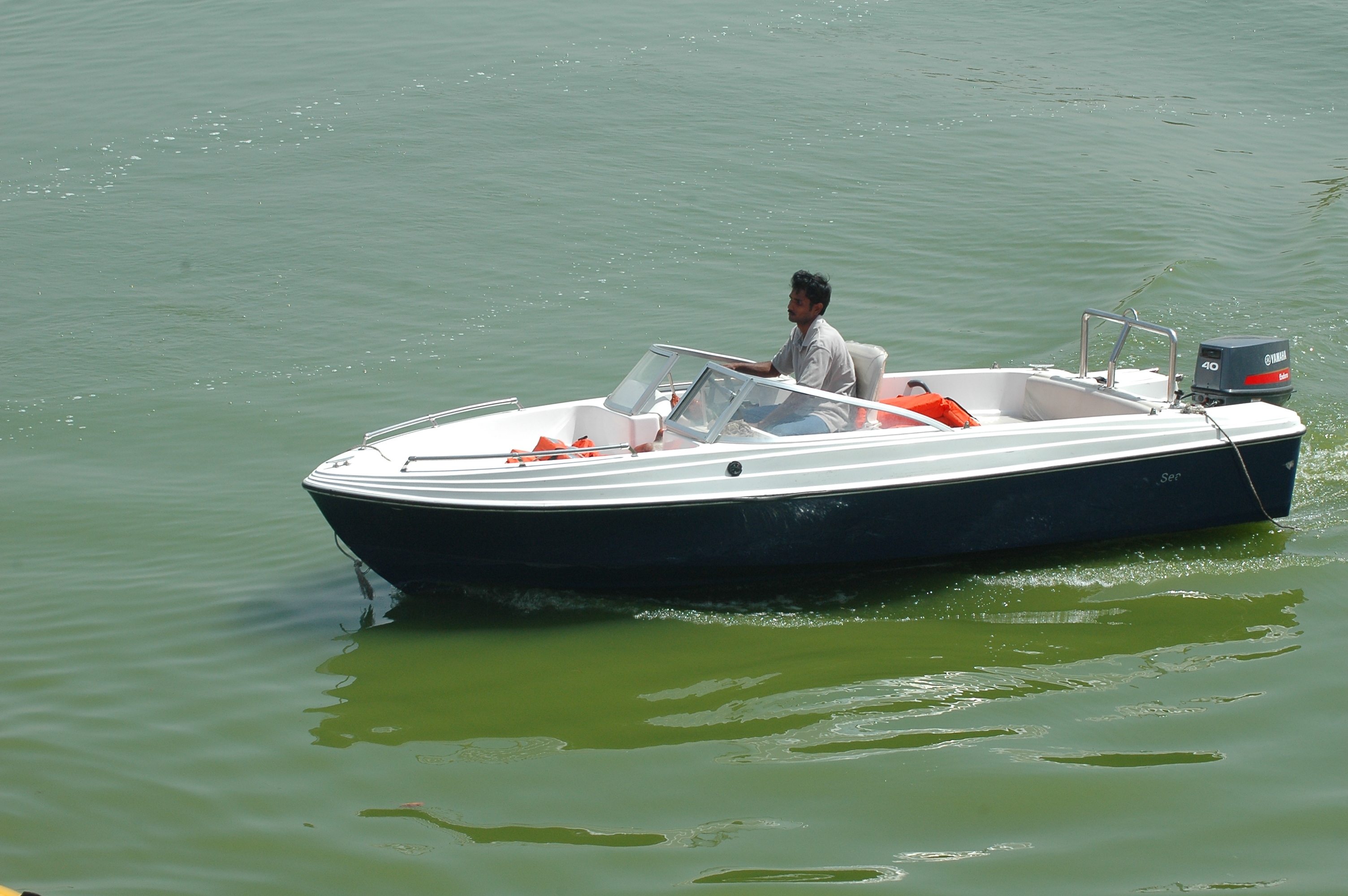
船外機式のありきたりの、汎用のモーターボート
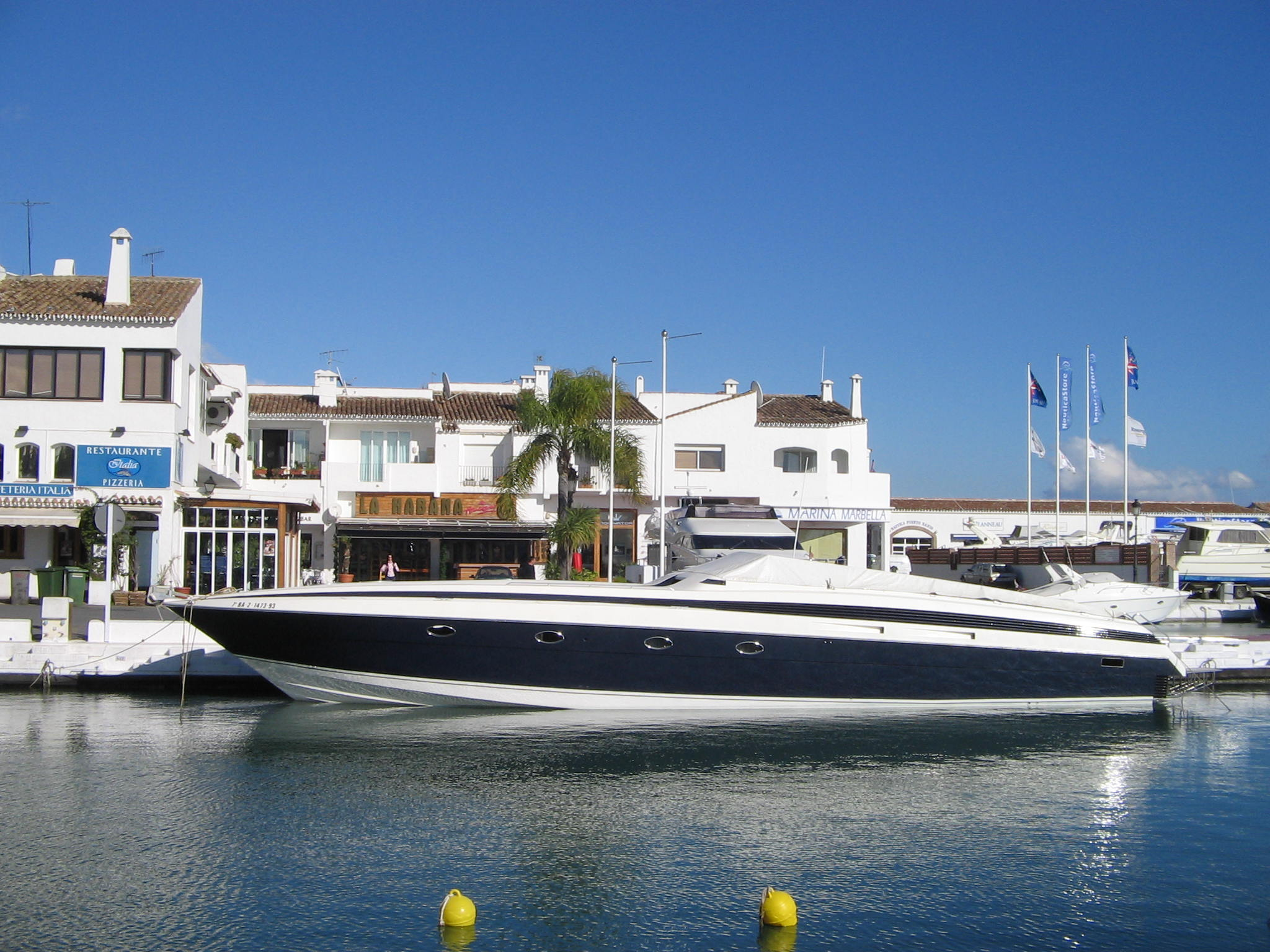
モーター・ヨット。やや大型で、船室の内装や備品も高級で、かなり高価（スペイン）
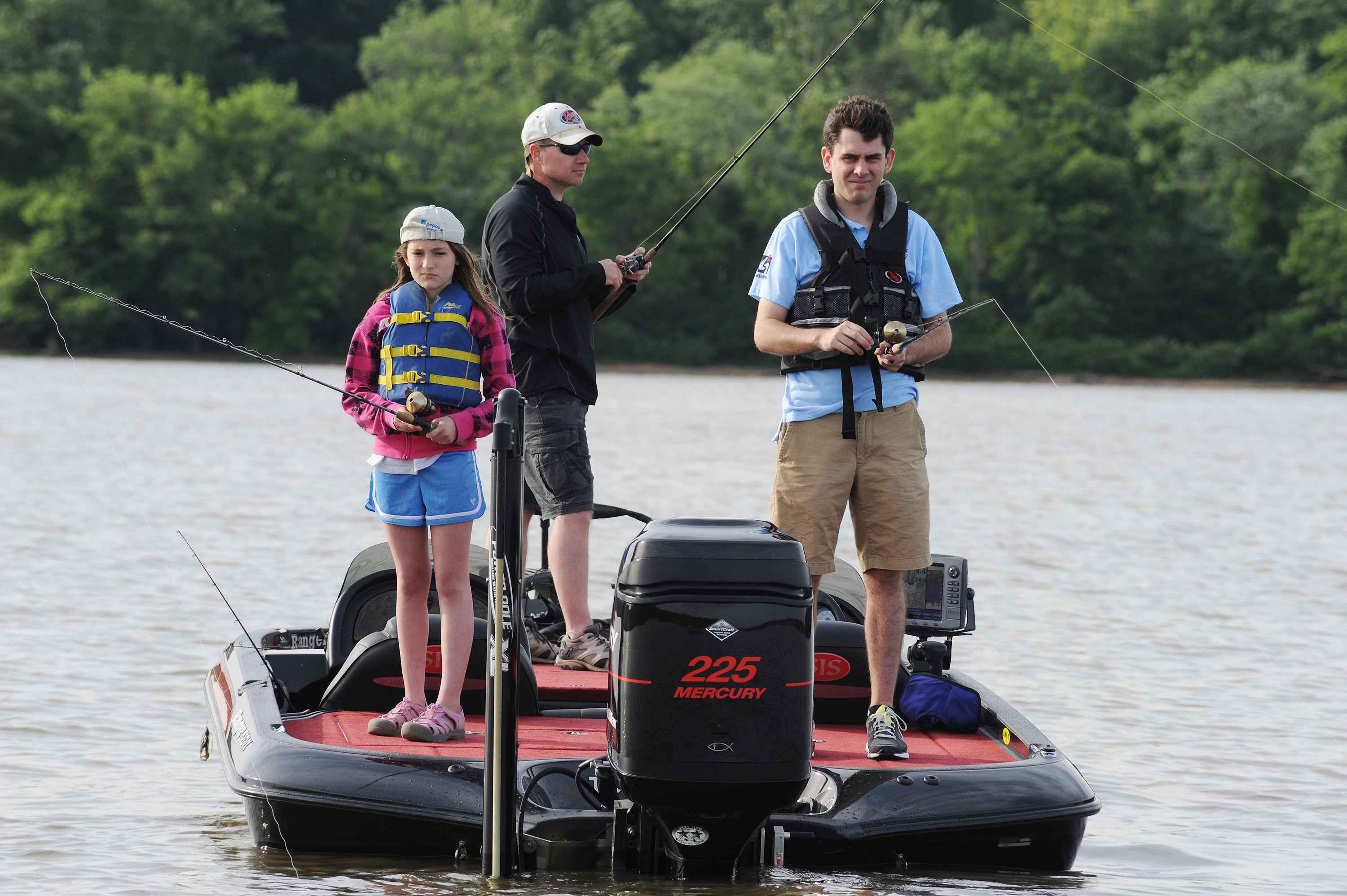
フィッシング（釣り）のためのモーターボート。上面に立って釣りがしやすい設計になっている。
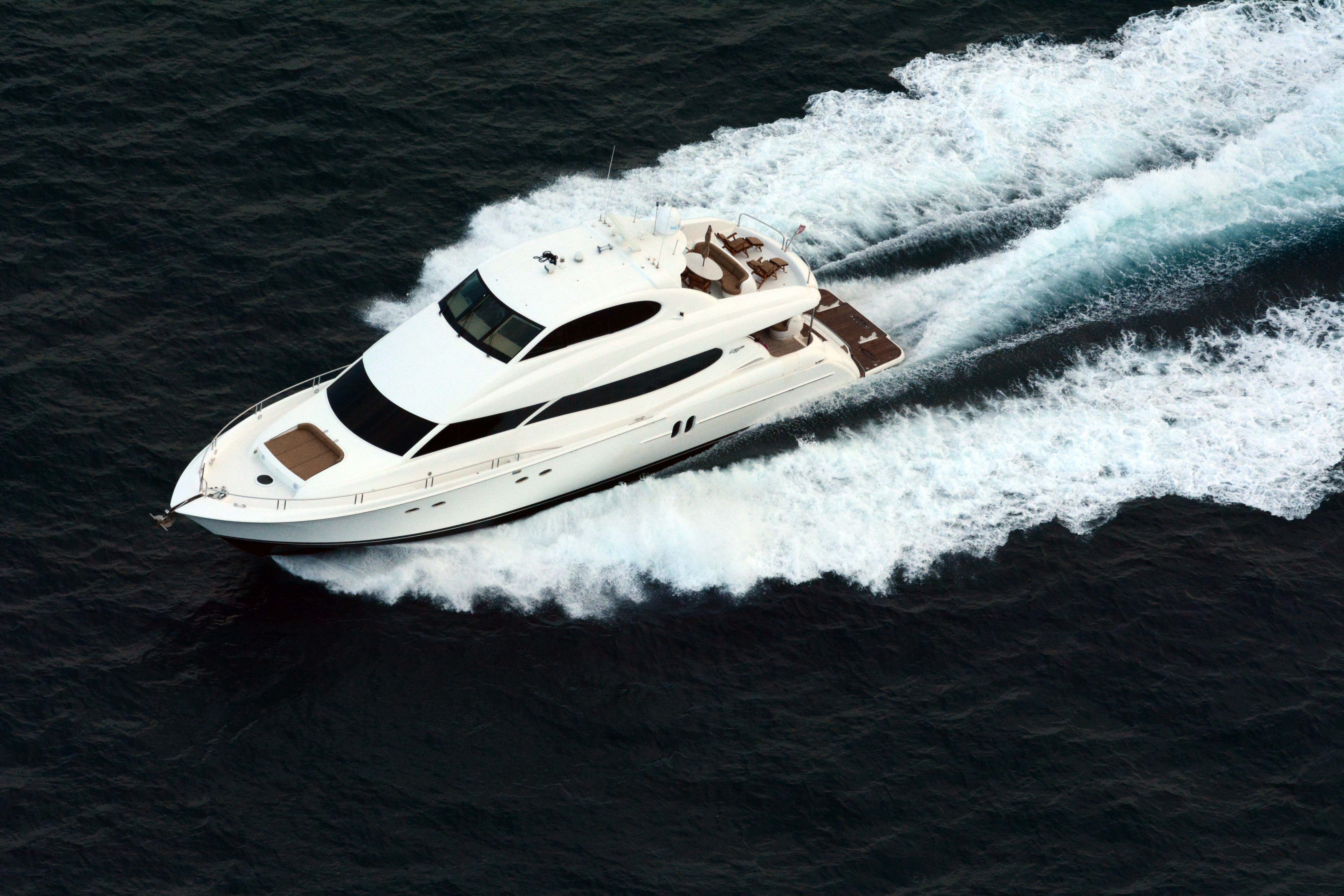
クルーザータイプのモーターボート
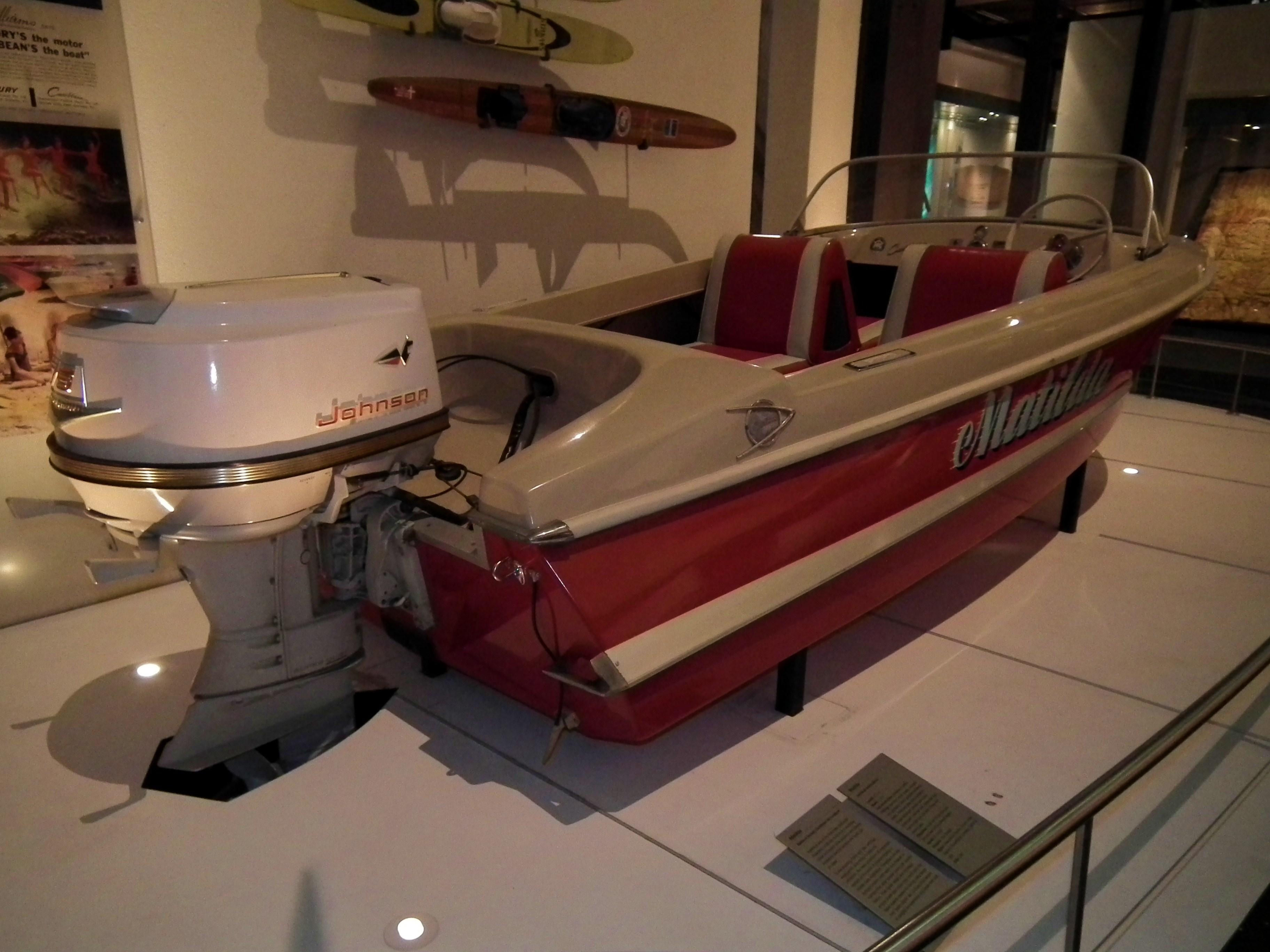
ランナバウトボート。水上スキーやバナナボート 等々の牽引役を担う。やや高出力の船外機をそなえ、操縦者から見て後方の視界がひらけた設計になっている。
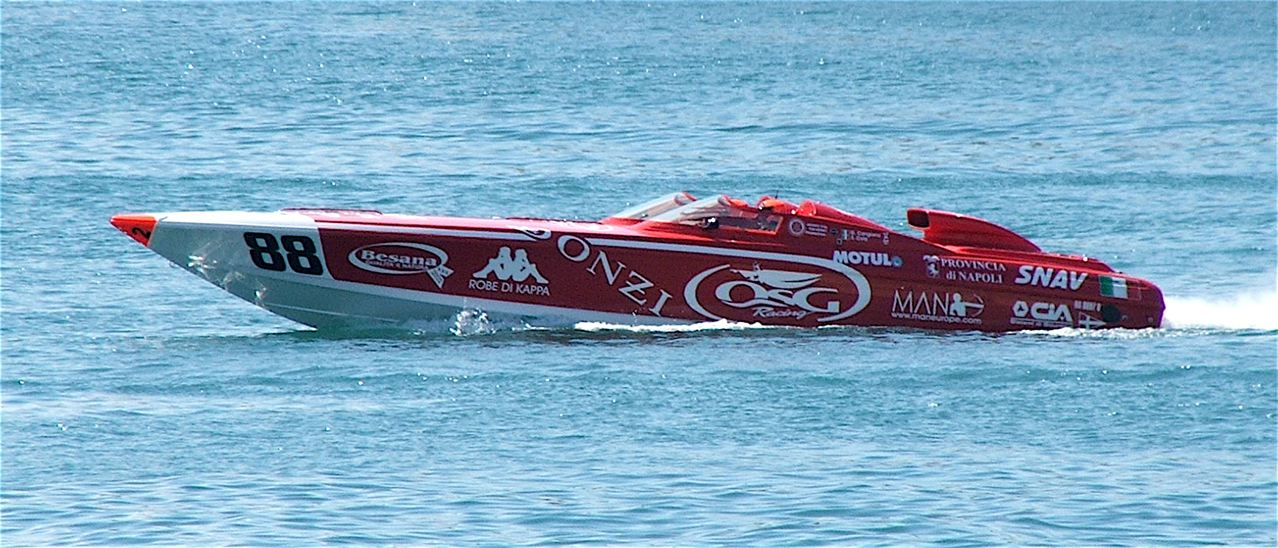
パワーボート。高速走行の体験やその記録更新などに重きを置いたもの。
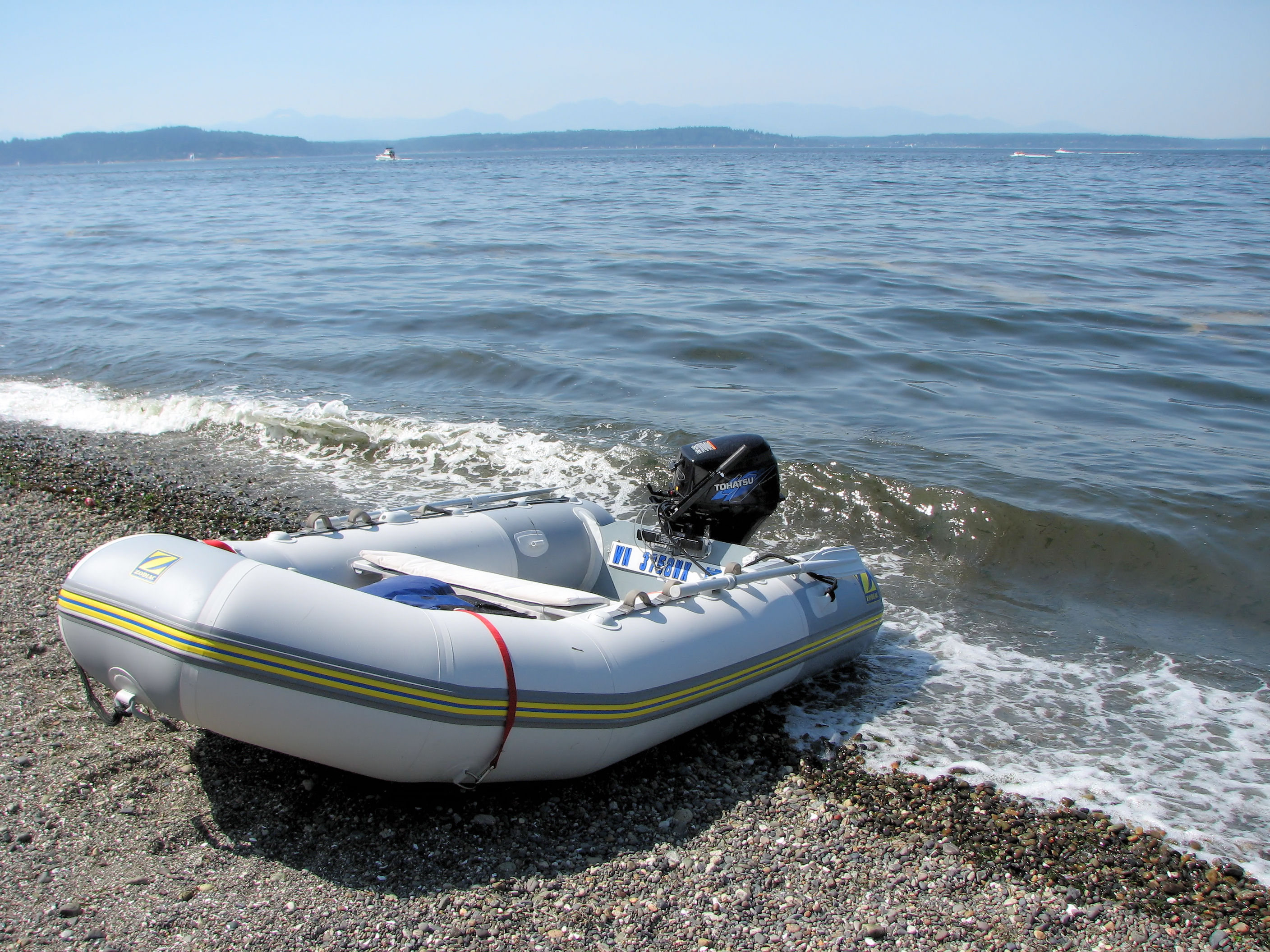
インフレータブル（船体が空気を注入して膨らませることで形作られる）式のモーターボート。運搬もしやすいし、砂浜に上陸するのも得意とする。
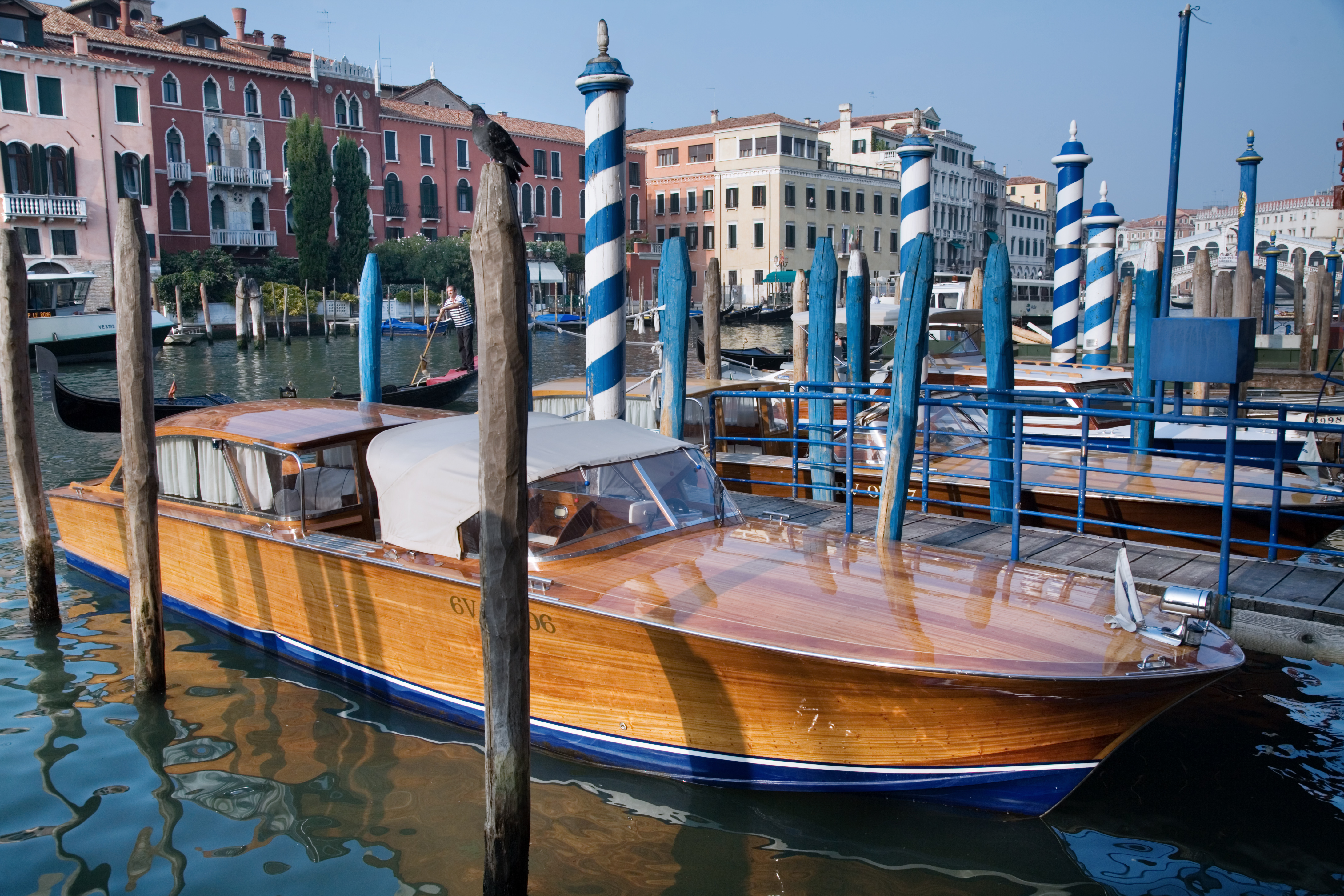
ベネチアでの日常の水上交通を担うモーターボート

## 歴史
1861年にはルノアールのガスエンジンがボートに搭載され世界初のモーターボートとしてパリのセーヌ川で使われた。

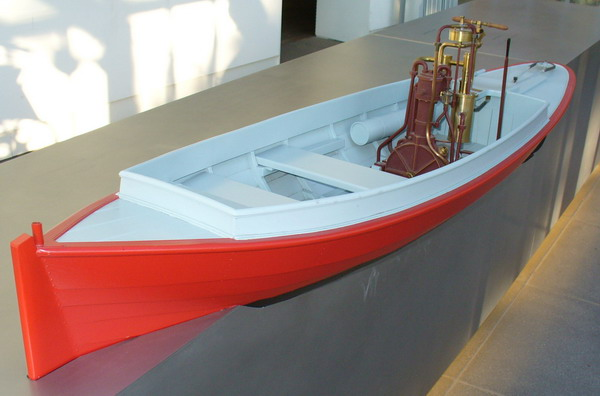
1886年にネッカー川でダイムラーとマイバッハが走らせたガソリンエンジンのボート

「最初のガソリンエンジンのモーターボート」は1886年にネッカー川でドイツのゴットリープ・ダイムラーおよびヴィルヘルム・マイバッハが、ボートに1.5馬力のガソリンエンジンをつけて走らせたものだと言われている。これはダイムラーの家の裏庭にあった元温室を工作室に改造した場所で造られた、とされている。同年の末にはダイムラーのこのモーターボートが一般向けに展示されるようになっていたといい、それは単気筒で 1馬力のものだったという。ダイムラーによるモーターボートの第二弾が公開されたのは1887年で、それは2気筒のもので、2つの気筒が互いに15度の角度に配置された「V タイプ」だった。
イギリスではフレデリック・ランチェスターが最初に試みた。イギリスでうまくいった最初のモーターボートはキングストン・アポン・ハルのen:Priestman Brothers社によるもので、1888年にen:William Dent Priestman（1847-1936）の指揮のもと試作が行われた。このエンジンはケロシンを燃料とし、高電圧のイグニション・システム（点火・始動システム）を用いていた。このPriestman Brothers社はモーターボートを大量に生産した最初の会社であり、1890年ころまでには、同社のモーターボートは運河での物流（水運）に用いられるようになっていた。イギリスでのもうひとりの初期の関与者としてはJ. D. Rootsが挙げられ、この人物は内燃機関のモーターボートを造り、1891年から1892年ころにはテムズ川のリッチモンド-ワンズワース間でフェリー・サービスを提供するようになっていた。
モーターボートの秘める可能性に気づいた発明家のフレデリック・ランチェスターおよびその兄弟によって、その後15年ほどの間、モーターボートにはさまざまな改良が加えられ、現代的なモーターボート、つまり「パワーボート」になっていった。

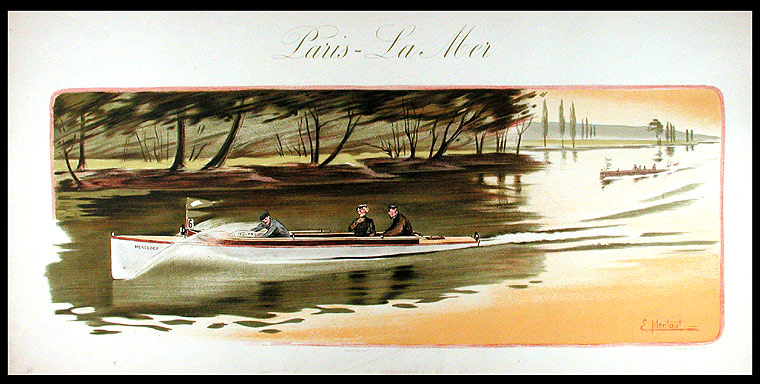
1903年に行われた最初の国際モーターボート競技会International Harmsworth Trophy Competitionではフランスのパリからトルヴィルまでの区間で競われ、イギリスのCharleyが操縦しメルセデスのエンジンを動力とするNapierモーターボートがフランスのモーターボートに勝利した。この絵はその競技に参加したモーターボートが水面を走る様子を描いた絵。

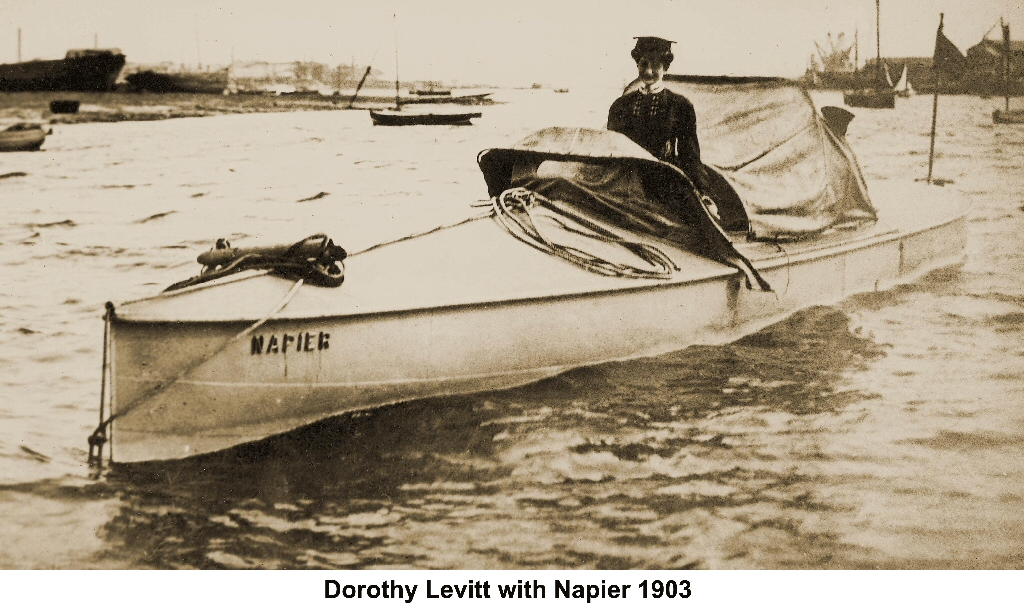
1903年の競技会で勝利した「Napier motor yacht」

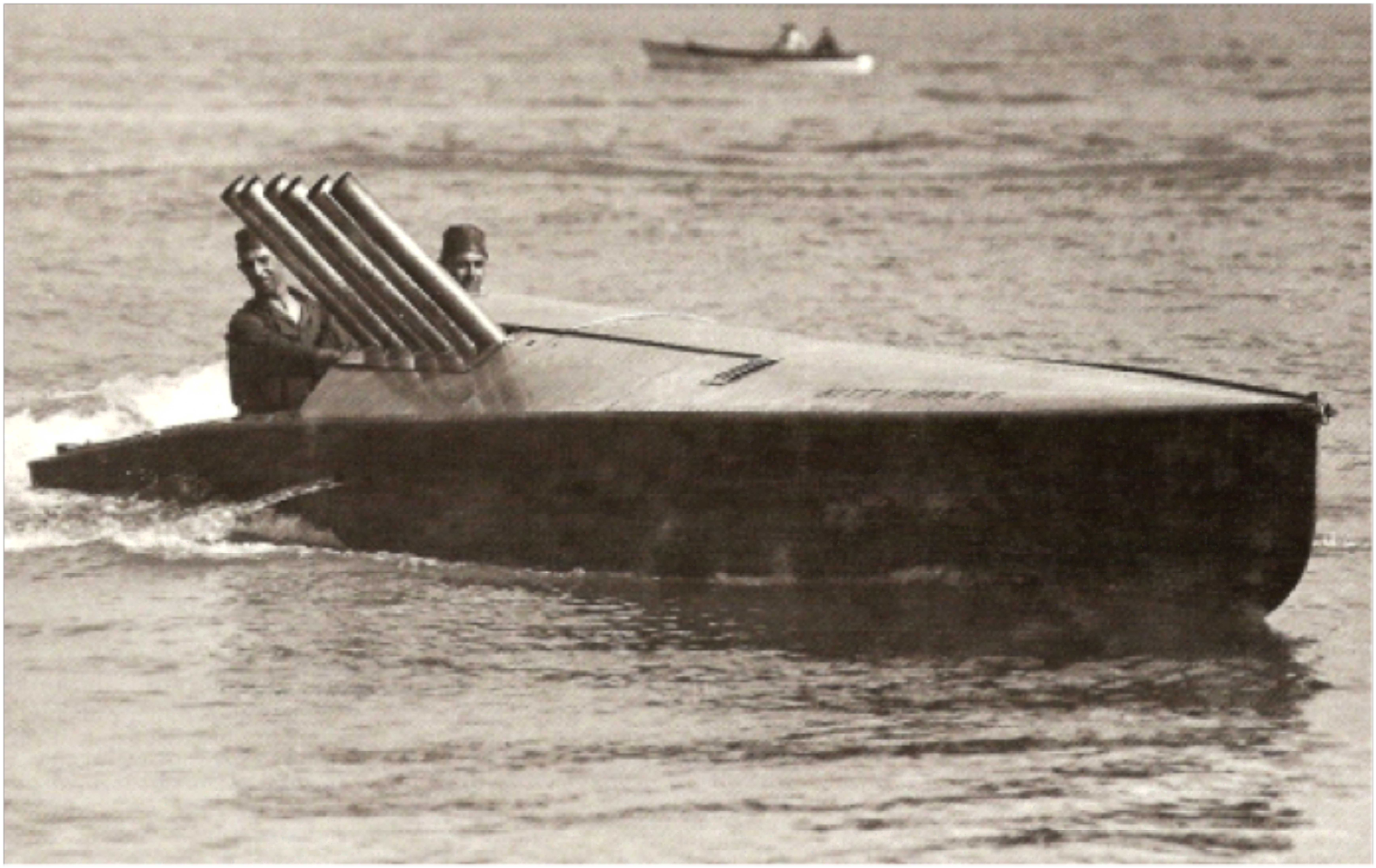
1911年～1915年当時の最速のモーターボート。Kitty Hawk 1911
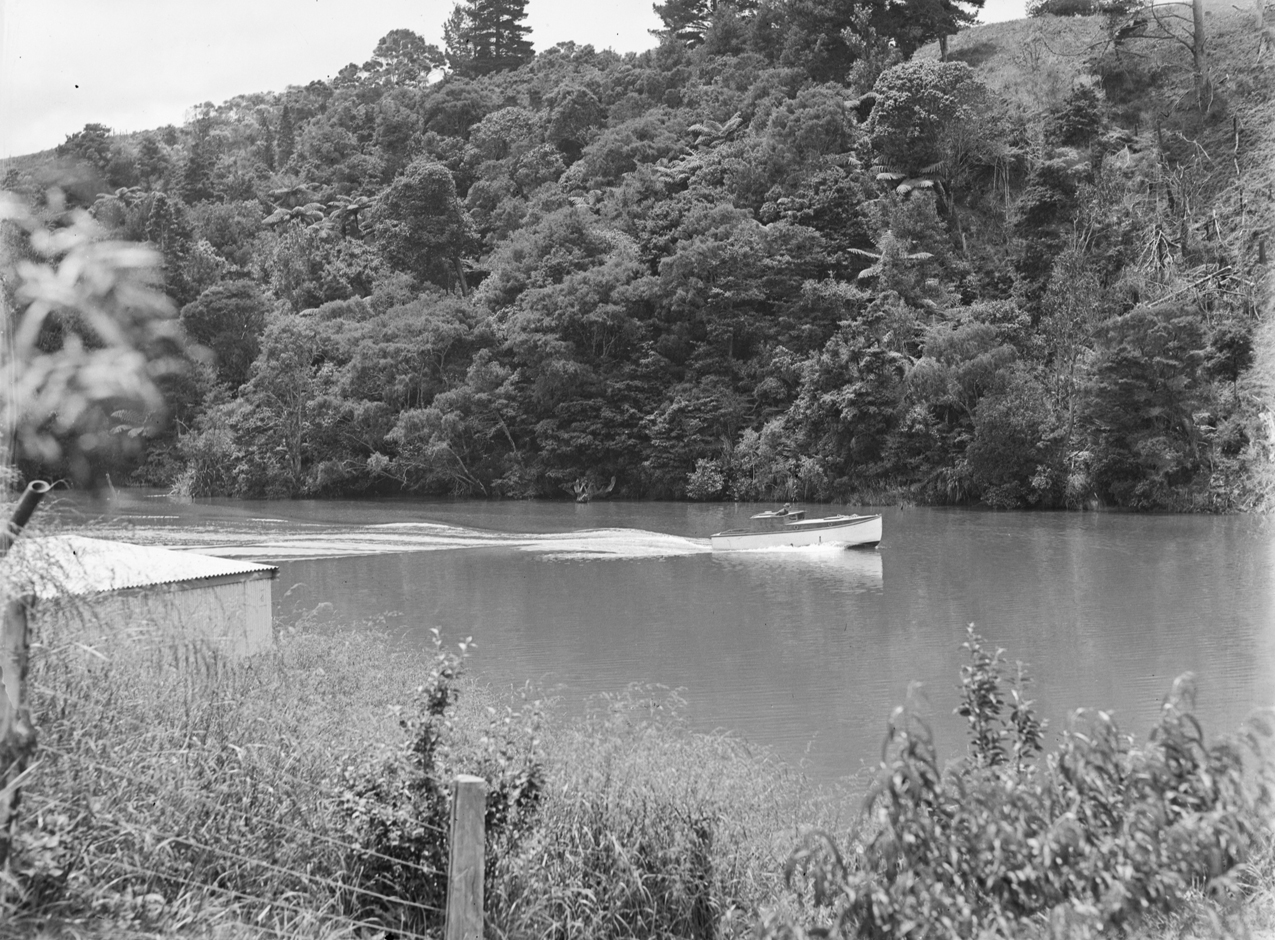
1940年ころのありきたりのモーターボート

夏季オリンピックでも正式種目として採用されたことがあり、1908年のロンドンオリンピックで正式競技として実施されたが、結局はこの1回で除外された。

### 年表
- 1904年（明治37年）、イギリスで国際レースが行われる[5]。また、アメリカでも6月23日から25日にかけてニューヨークのハドソン川でモーターボートレースが行なわれたとされる。
- 1905年（明治38年）、アメリカで「第1回ゴールドカップ (Gold Cup)」が開催[5]。
- 1908年（明治41年）、ロンドンオリンピックでモーターボート競技を開催。
- 1931年（昭和6年）7月26日、日本でアマチュアによる「第1回船外機艇競走大会」が隅田川で開催[5]。
- 1932年（昭和7年）、品川台場を出発、岩淵水門、両国橋を経由して品川台場へと戻ってくる（総距離56.1km）、日本初の長距離耐久レースである「第1回船外機艇マラソンレース」が行われた。
- 1950年（昭和25年）5月、神奈川県逗子海岸と江戸川で日米対抗の「逗子モーターボートレース」を開催。これを元に現在の競艇が構築されたといわれる[5]。

## 日本での関連法規および条例
日本では法律上モーターボートという分類は無いが、一般に「小型船舶」に分類される。以下は小型船舶についての規定である。
（タイプにもよるが、一般に）モーターボート類を操縦するためには小型船舶操縦士の免許が必要となる。
そして実際に操縦する時には、海上交通三法、つまり海上衝突予防法、海上交通安全法、港則法のすべてを遵守して操縦することが求められる。
小型船舶操縦士取得のための教科を学ぶうえで、水上交通での「優先順序」を知る必要がある。水面で一番優先され尊重されなければならないのは遊泳者であり、その次に手漕ぎボートの類であり、その次に操船が難しい帆船（セイリング・ディンギーやセイリング・クルーザーの類）であり、モーターボートの優先順序はそれらより下であると法規によって定められている。したがってモーターボートは、遊泳者や手漕ぎボートやセイリング・ボートの邪魔をしてはいけない。たとえば引き波などを起こして遊泳者に迷惑をかけたり、手漕ぎボートの安定を乱したりしてはいけない、と法律で定められている。
もしもモーターボートがやむなく遊泳者や手漕ぎボートなどと同じ水面を航行する場合は、むやみに近づきすぎてはならず、引き波で迷惑をかけないように最徐行で（最微速で）進行しなければならない。また帆船類（ディンギーヨット、セーリングクルーザー等）の進路の邪魔をしてもいけない。またモーターボートは船舶類が係留・停泊している場所の近くを航行する時に引き波を起こしてもいけない。
しかし、こうした法規があるにもかかわらずモーターボートの操縦者の中には法規を破り他者に迷惑や実害を与える者が多いので、あらためて条例レベルでも罰則を設けている都道府県もある。
各都道府県の迷惑防止条例の中には、人間が遊泳したり手漕ぎボート等の小舟が回遊する水面において、モーターボートを用いて推進する舟艇で遊泳者や小舟に乗っている者へ危険を覚えさせることを処罰する規定が存在することがある。
安全な水上交通を実現するために、遊泳者や手漕ぎボートやセイルボートの乗り手でモーターボートの乱暴な操縦によって迷惑を蒙った人は、横暴な操縦をしたモーターボートの船舶登録番号などを記録し、積極的に当局に通報することも求められている。これを行うことよってはじめて法規や罰則が（ただの文言ではなく）実際に有効に機能するようになり、横暴な操縦者を水面から取り除いてゆくことが可能になり、法規どおりの水上交通が実現することになる。

## ギャラリー
実用艇

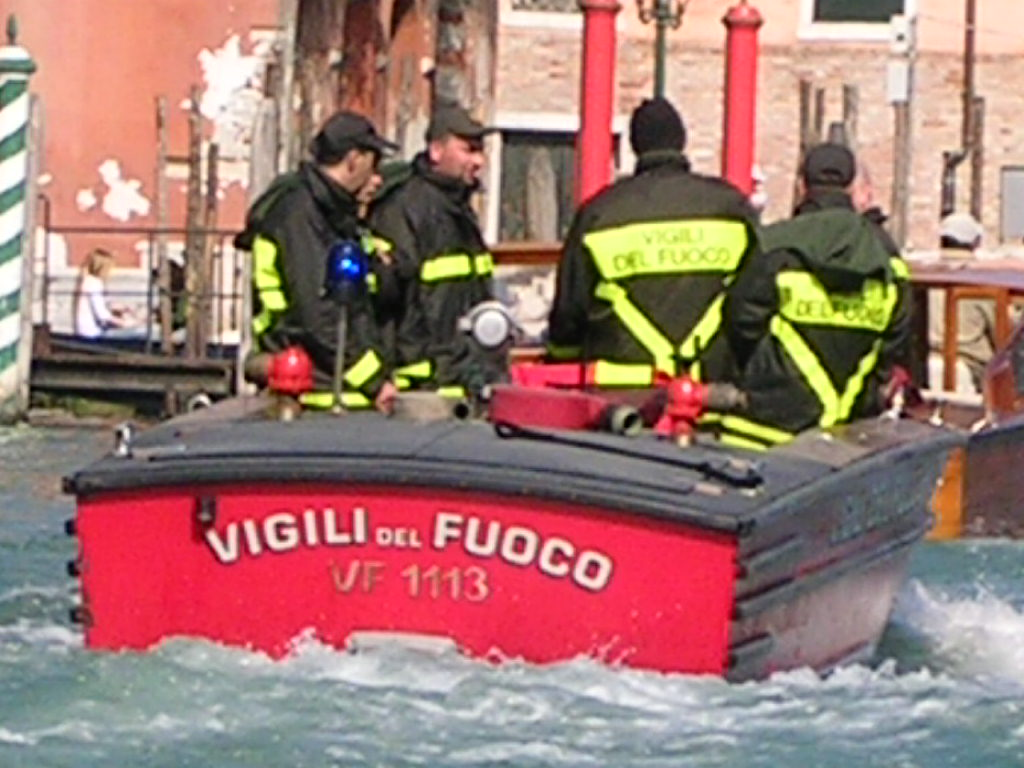
ヴェネツィアの消防隊のモーターボート
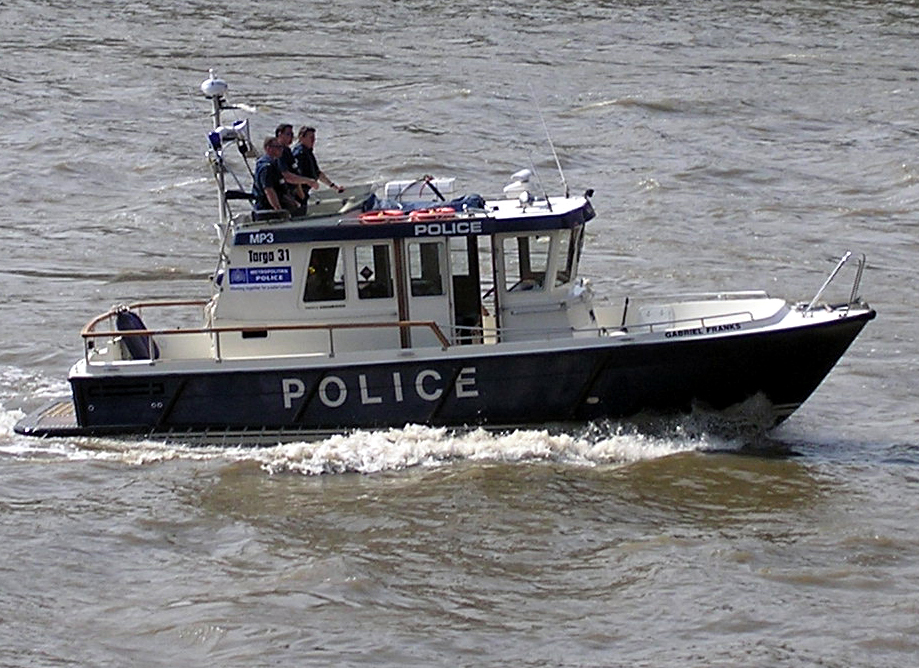
ロンドンの警察（スコットランドヤード）のモーターボート
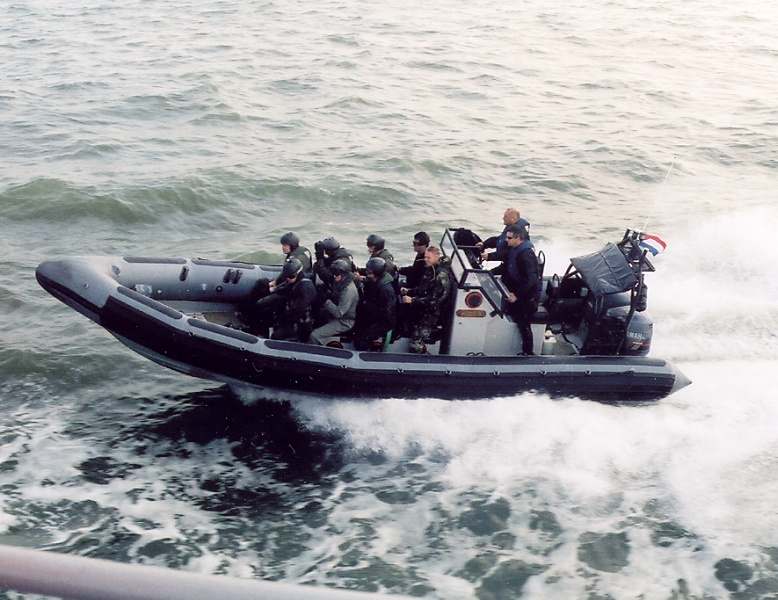
オランダ海兵隊のモーターボート
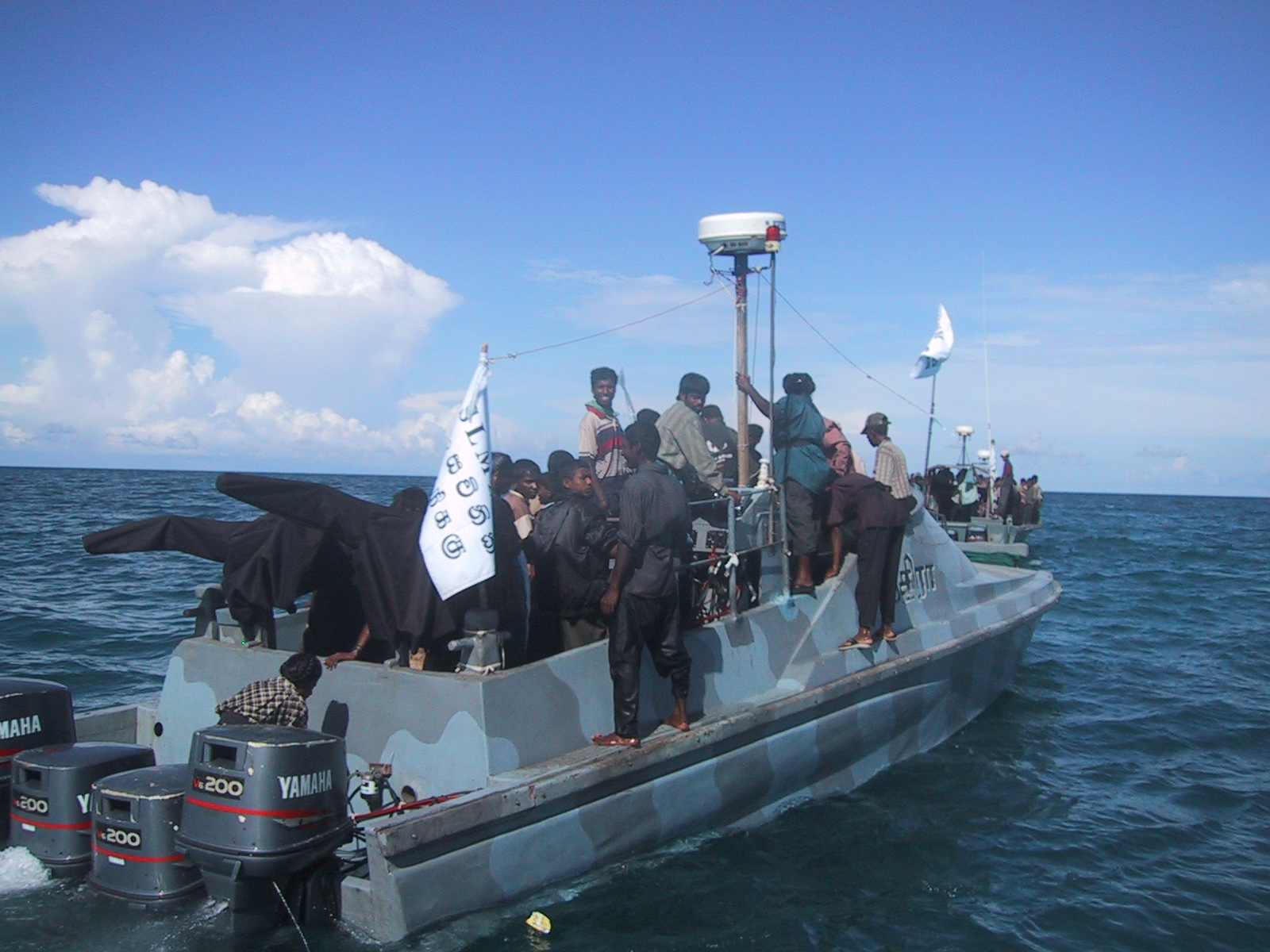
スリランカの分離独立運動組織LTTEの武装モーターボート

快遊艇

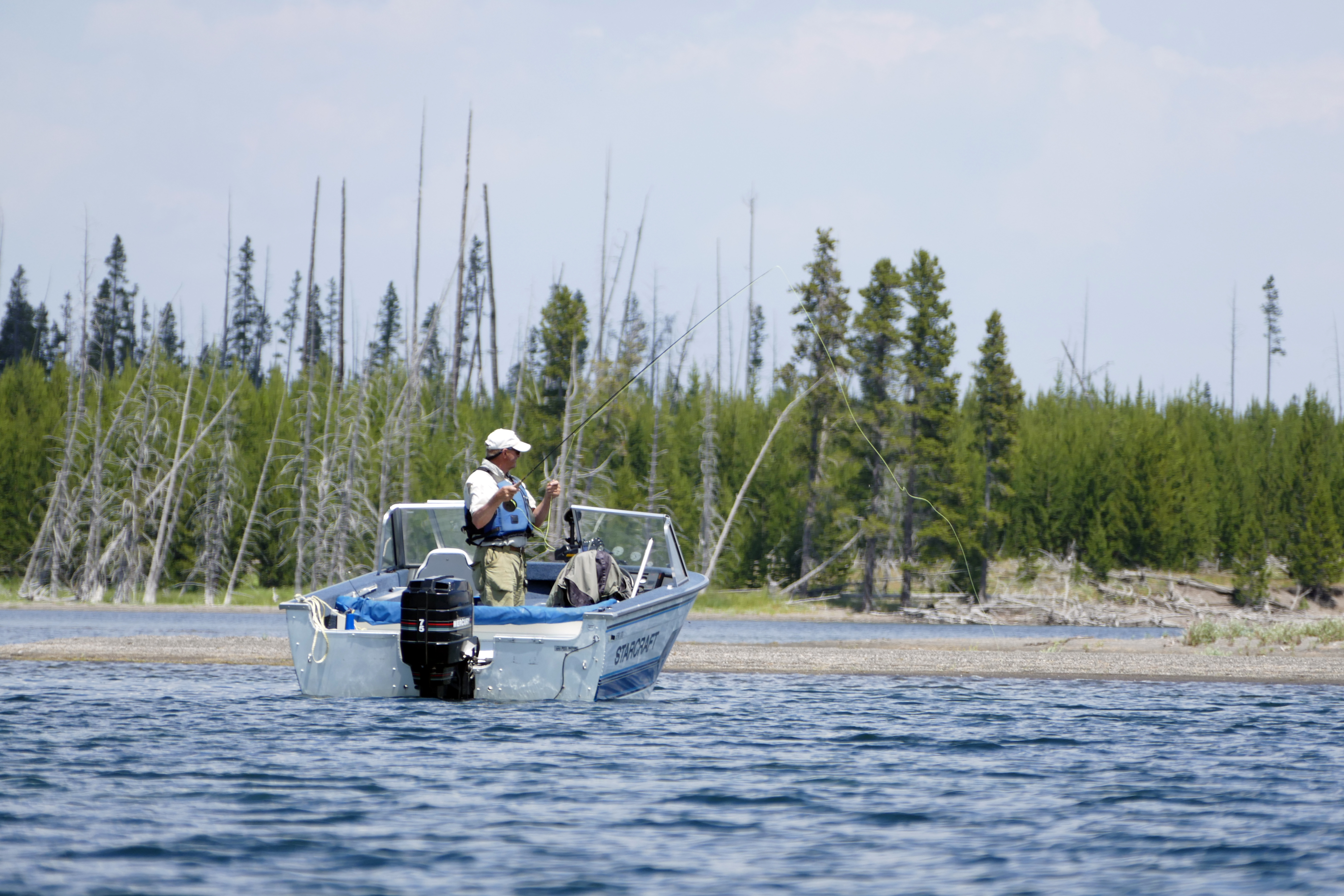
米国、en:Yellowstone Lakeにモーターボートを浮かべての釣り
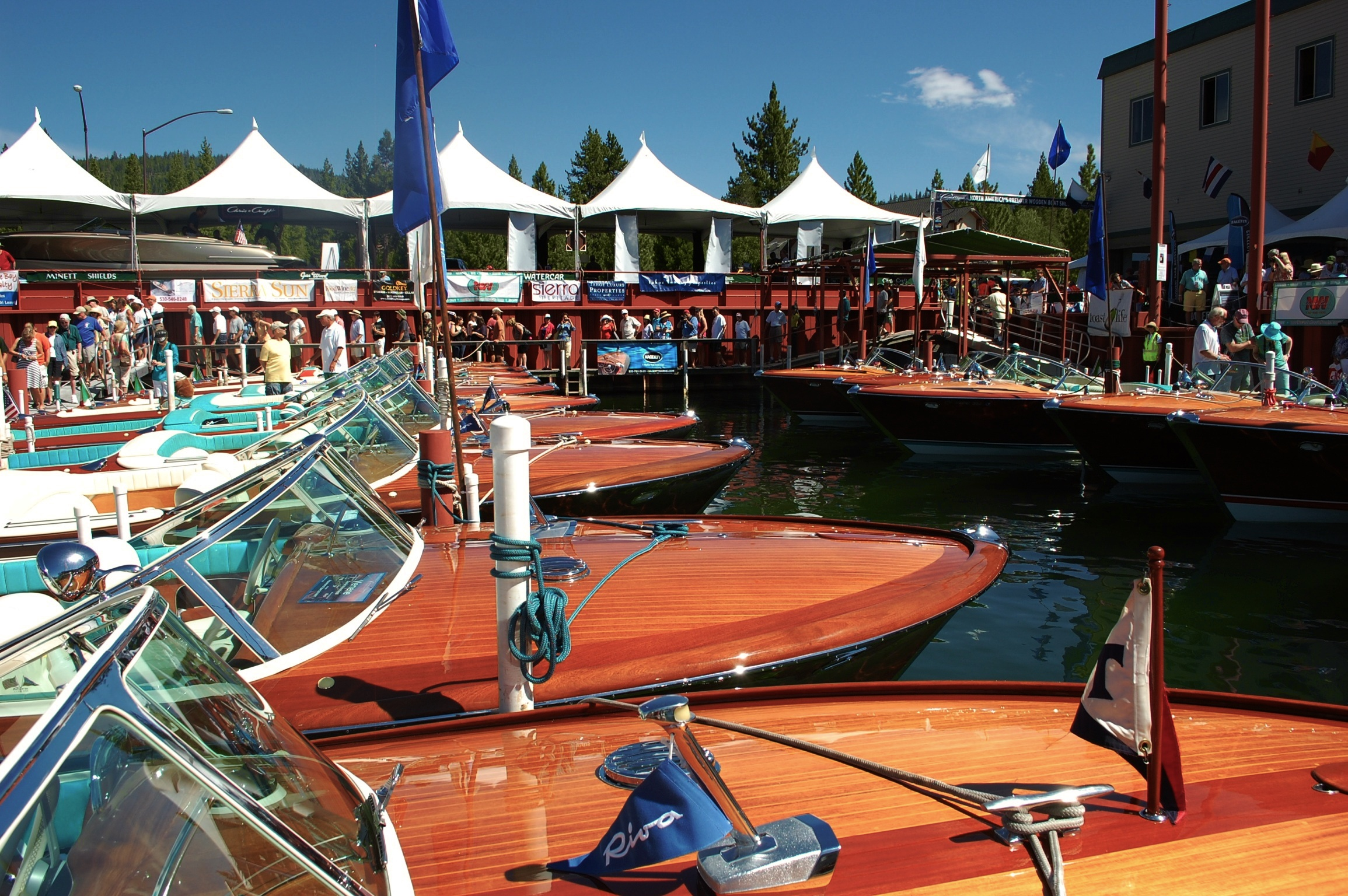
イタリアのラグジュアリーボートの製造会社Riva社のモーターボート、Riva Aquarama。ベネチアを舞台とした映画などでもしばしば登場する。
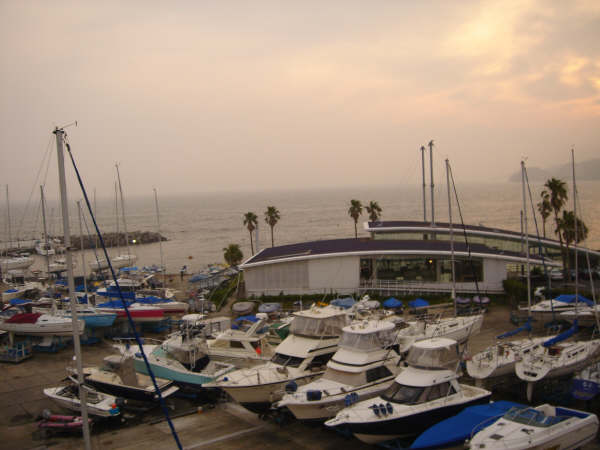
逗子マリーナに陸上保管された状態のモーターボート
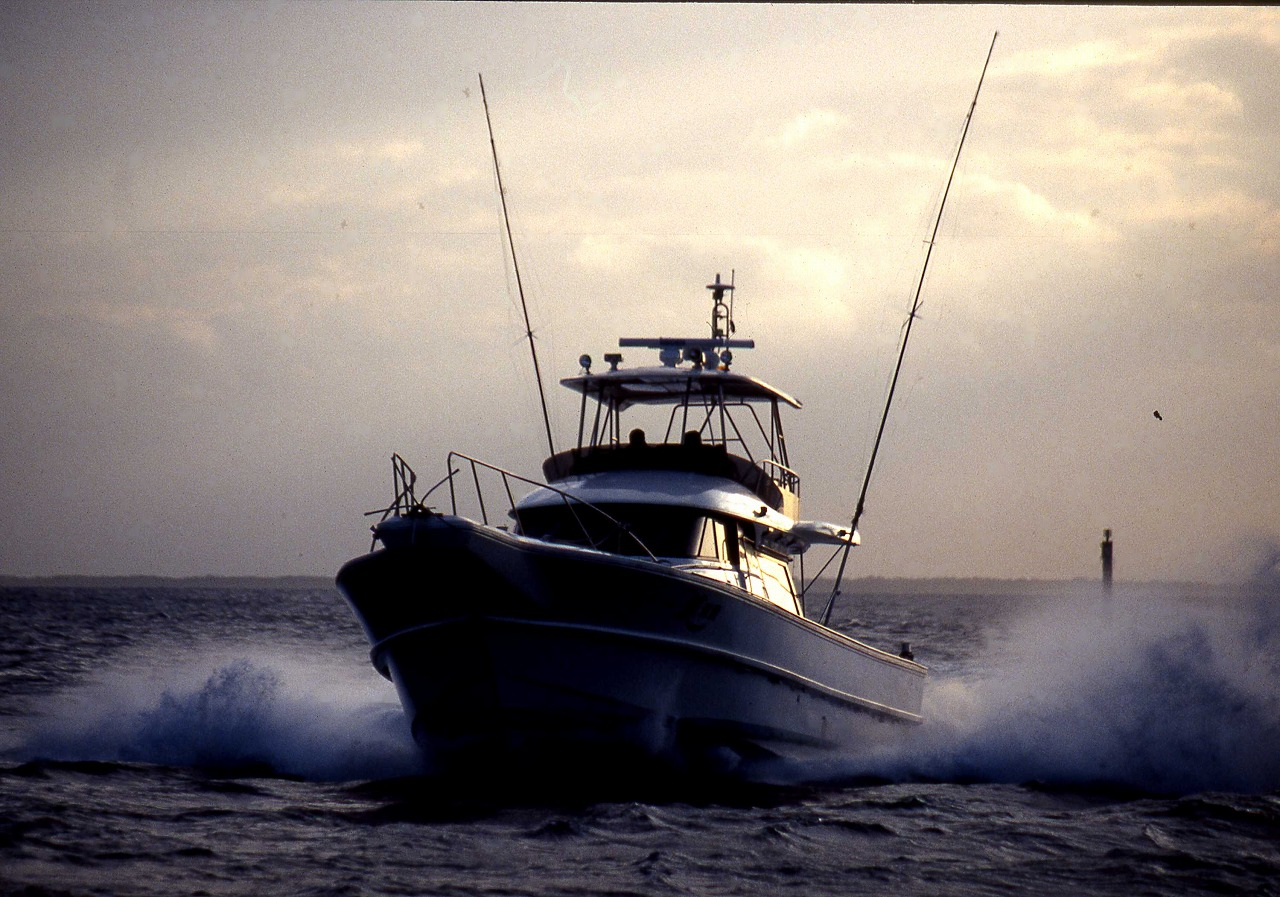
クルーザー型大型モーターボート（沖縄）
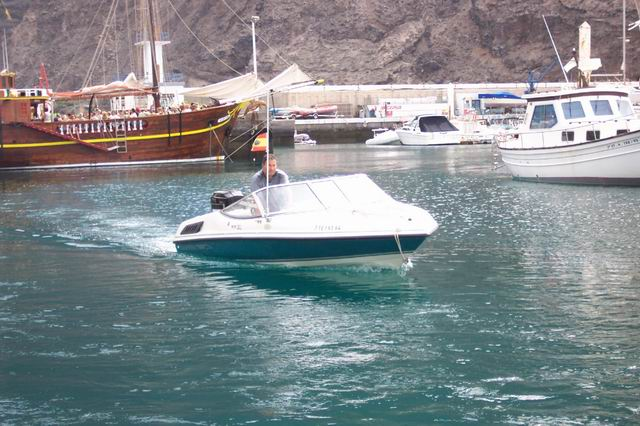
個人所有のモーターボート

競技

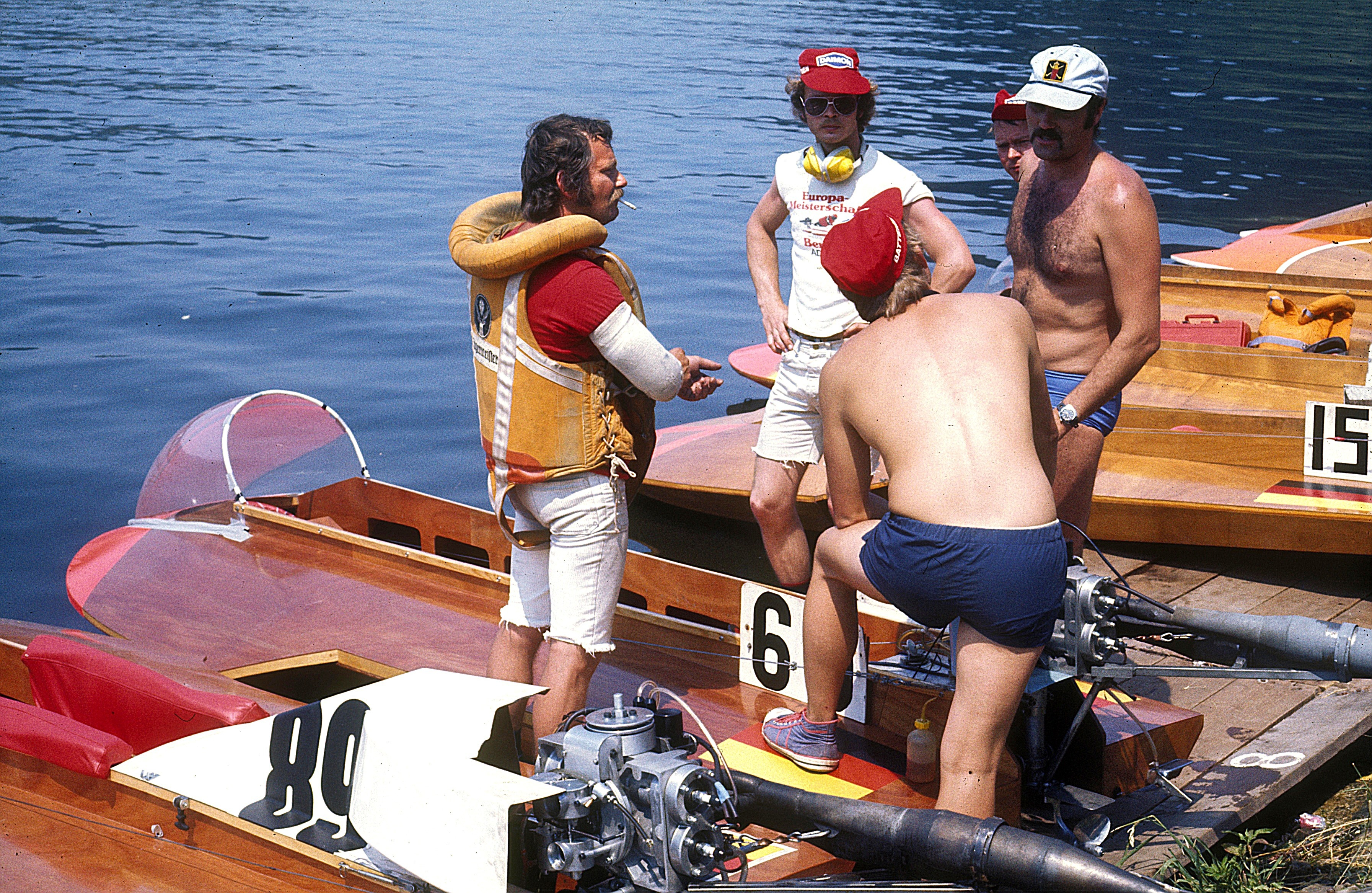
1976年にドイツBrodenbachで行われたモーターボートレース350ccクラスの競技の合間のひとコマ
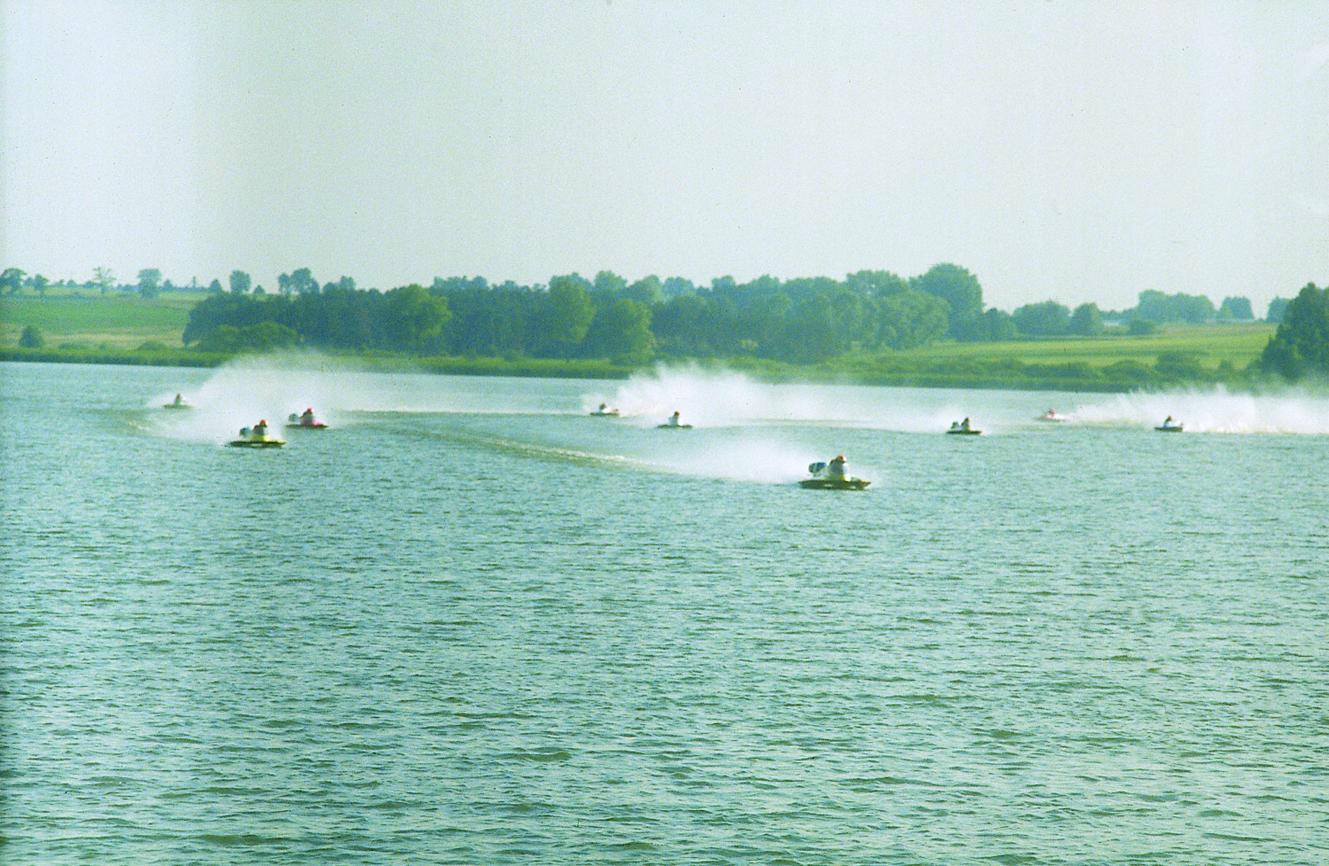
ポーランドのジュニン (Żnin) で開催されるモーターボートレース
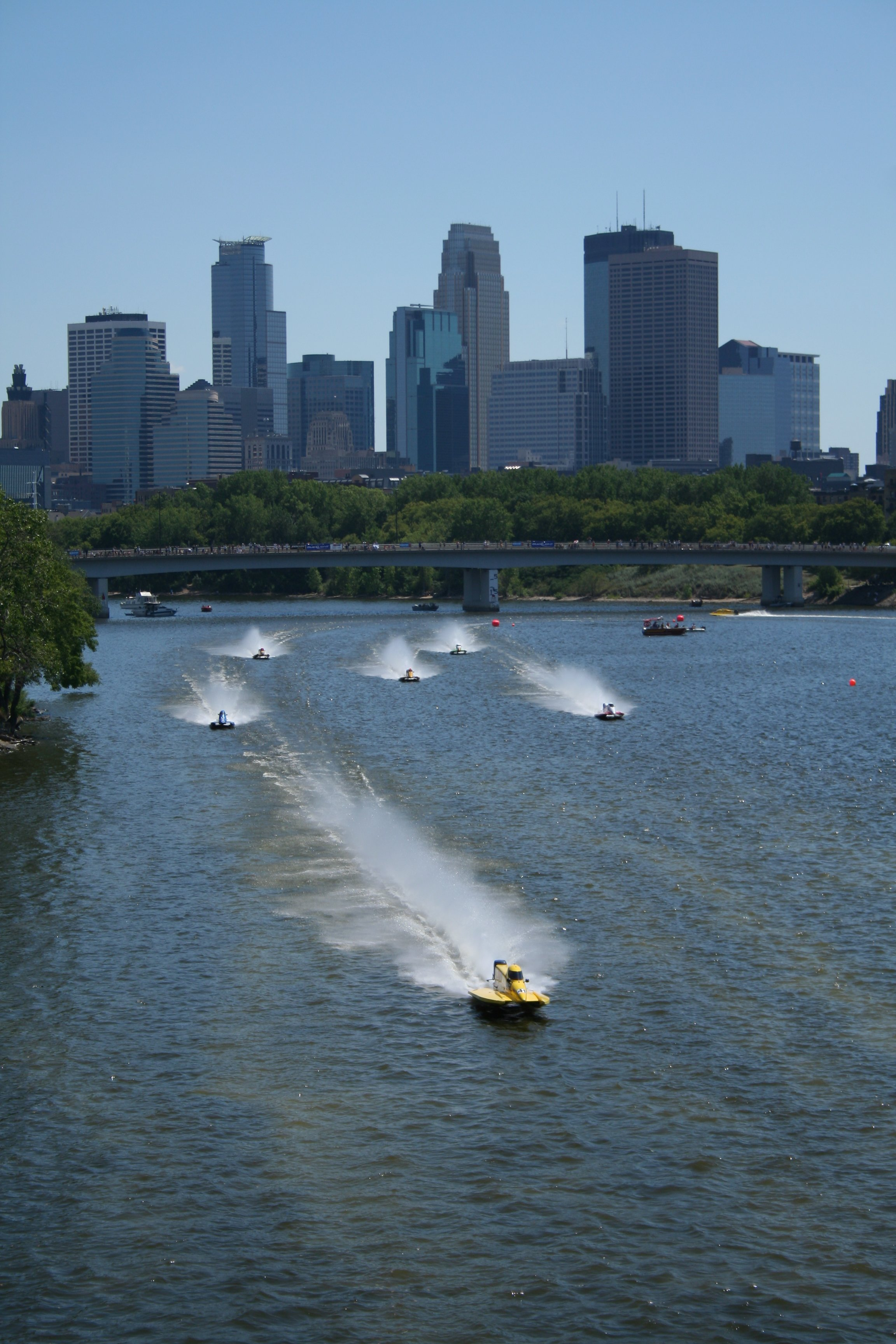
F1パワーボート世界選手権

## 文化
- ゲルハルト・リヒター - 1965年に『モーターボート（第1ヴァージョン）』というモーターボートを主題にした作品を描いている。